# Hindalgi
Hindalgi è una suddivisione dell'India, classificata come census town, di 10.857 abitanti, situata nel distretto di Belgaum, nello stato federato del Karnataka. In base al numero di abitanti la città rientra nella classe IV (da 10.000 a 19.999 persone).

## Geografia fisica
La città è situata a 15° 49' 13 N e 74° 34' 21 E.

## Società

### Evoluzione demografica
Al censimento del 2001 la popolazione di Hindalgi assommava a 10.857 persone, delle quali 5.861 maschi e 4.996 femmine. I bambini di età inferiore o uguale ai sei anni assommavano a 1.151, dei quali 635 maschi e 516 femmine. Infine, coloro che erano in grado di saper almeno leggere e scrivere erano 8.580, dei quali 4.783 maschi e 3.797 femmine.